# Ma vie avec James Dean
Pour plus de détails, voir Fiche technique et Distribution.
Ma vie avec James Dean est un film français réalisé par Dominique Choisy et sorti en 2017.

## Fiche technique
- Réalisation : Dominique Choisy
- Scénario : Dominique Choisy
- Photographie : Laurent Coltelloni
- Musique : Bertrand Belin
- Montage : Dominique Choisy, Isabelle Debraye, Leo Segala
- Durée : 108 minutes
- Genre : Comédie
- Dates de sortie : 
  - 15 novembre 2017 (Paris - Festival Chéries-Chéris)
  - 10 février 2018 (Toulouse - Festival Des Images aux mots)
  - Allemagne : 10 mai 2018
  - Paris : 21 janvier 2019
  - France 23 janvier 2019

## Distribution
- Johnny Rasse : Géraud Champreux
- Mickaël Pelissier : Balthazar
- Nathalie Richard : Sylvia van den Rood
- Juliette Damiens : Gladys
- Marie Vernalde : Louise
- Bertrand Belin : Maxence
- Yannick Bequelin : Jimmy
- Tancredi Volpert : Ludwig Mandel
- Julien Graux : Tony

## Critiques
Pour Le Monde, « Dominique Choisy filme une comédie qui bascule progressivement dans la fantaisie tout en évitant l'écueil d’une loufoquerie qui tournerait à vide ».
Pour Télérama, « le film avance, hélas, avec une forme de détachement qui tient à distance de l'émotion. ».
Pour La Nouvelle République, le film est « drôle, pétillant, charmant » et « plein de fantaisie ».